# مارتين بيسويك
مارتين بيسويك (26 سبتمبر 1941)، هي ممثلة وعارضة أزياء بريطانية من أصل جامايكي، اشتهرت بأدوارها في فيلمين من أفلام جيمس بوند وهما: من روسيا مع الحب (1963) وكرة الرعد (1965)، استمرت لاحقًا في الظهور في العديد من الأفلام الأخرى البارزة في الستينيات. في عام 2019، تم تكريمها ومنحها عضوية في قاعة المشاهير.